# جاش گوردون (بازیکن فوتبال)
جاش گوردون (انگلیسی: Josh Gordon؛ زادهٔ ۱۰ اکتبر ۱۹۹۴) بازیکن فوتبال اهل بریتانیا است.
از باشگاه‌هایی که در آن بازی کرده‌است می‌توان به باشگاه فوتبال لستر سیتی اشاره کرد.